# Beust (Adelsgeschlecht)

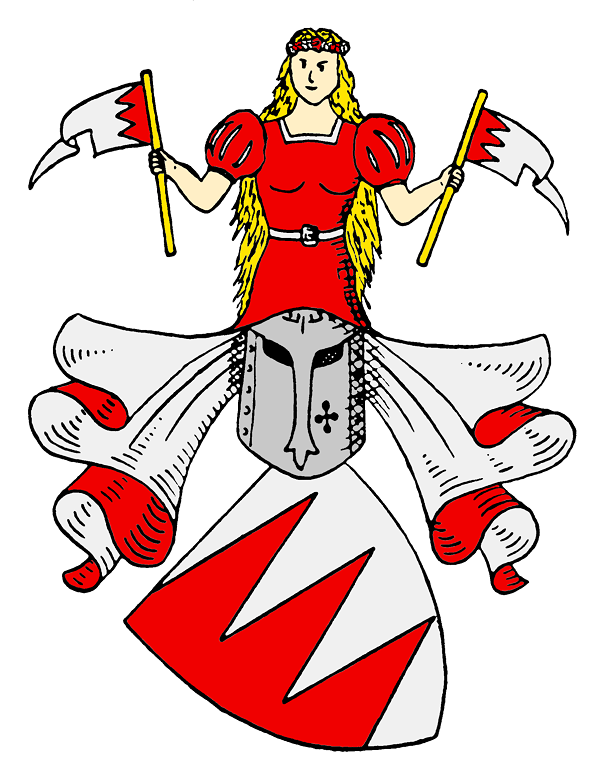
Wappen derer von Beust

Beust ist der Name eines alten altmärkischen Adelsgeschlechts mit dem Stammhaus Büste bei Stendal. Es erscheint urkundlich erstmals 1228 mit Henricus de Bujez, nobilis, mit dem auch die Stammreihe beginnt.

## Geschichte
Das Geschlecht wurde seit dem 13. Jahrhundert in Urkunden der Altmark erwähnt. Es hieß ursprünglich von Büste (auch de Bujez), nach dem Ort Büste im Landkreis Stendal, der bis zum Ende des 14. Jahrhunderts im Besitz des Geschlechts blieb. Durch Diphthongierung wurde später daraus der Name von Beust.
Die Ritter von Büste standen in Wappengemeinschaft mit weiteren altmärkischen Familien, so unter anderem denen von Königsmarck, den Ministerialen von Havelberg (von denen die 1304 aus Bayern eingewanderte Familie von Rohr das rot-silberne Spitzenwappen übernahm) und möglicherweise auch in Stammesgemeinschaft mit denen (ausgestorbenen) von Möllendorff.
Dietrich von Beust wurde 1326 Domherr von Stendal und Johannes von Beust 1427 Bischof von Havelberg. Joachim von Beust war ein kursächsischer Konsistorialrat. Von ihm stammt der kurpfälzisch-bayerische Kämmerer Leopold von Beust, der durch ein Diplom aus dem Jahre 1777 den Reichsgrafenstand erhielt. In Kursachsen wurde der Grafenstand 1785 anerkannt. Andere Linien führten seit dem Ende des 17. Jahrhunderts den Freiherrentitel, dessen Erwerb allerdings nicht nachgewiesen ist.
Zum Besitz zählten Nimritz (ca. 1600 bis 1945), Zöpen (1776–1819), Burg Liebau (18. Jh.), Schloss Brand (1864–1884), Leeskow (1. Hälfte 19. Jh.), Neuensalz mit Zobes (18. Jh.), Planitz (1579–1617), Obertheres (seit 1976).

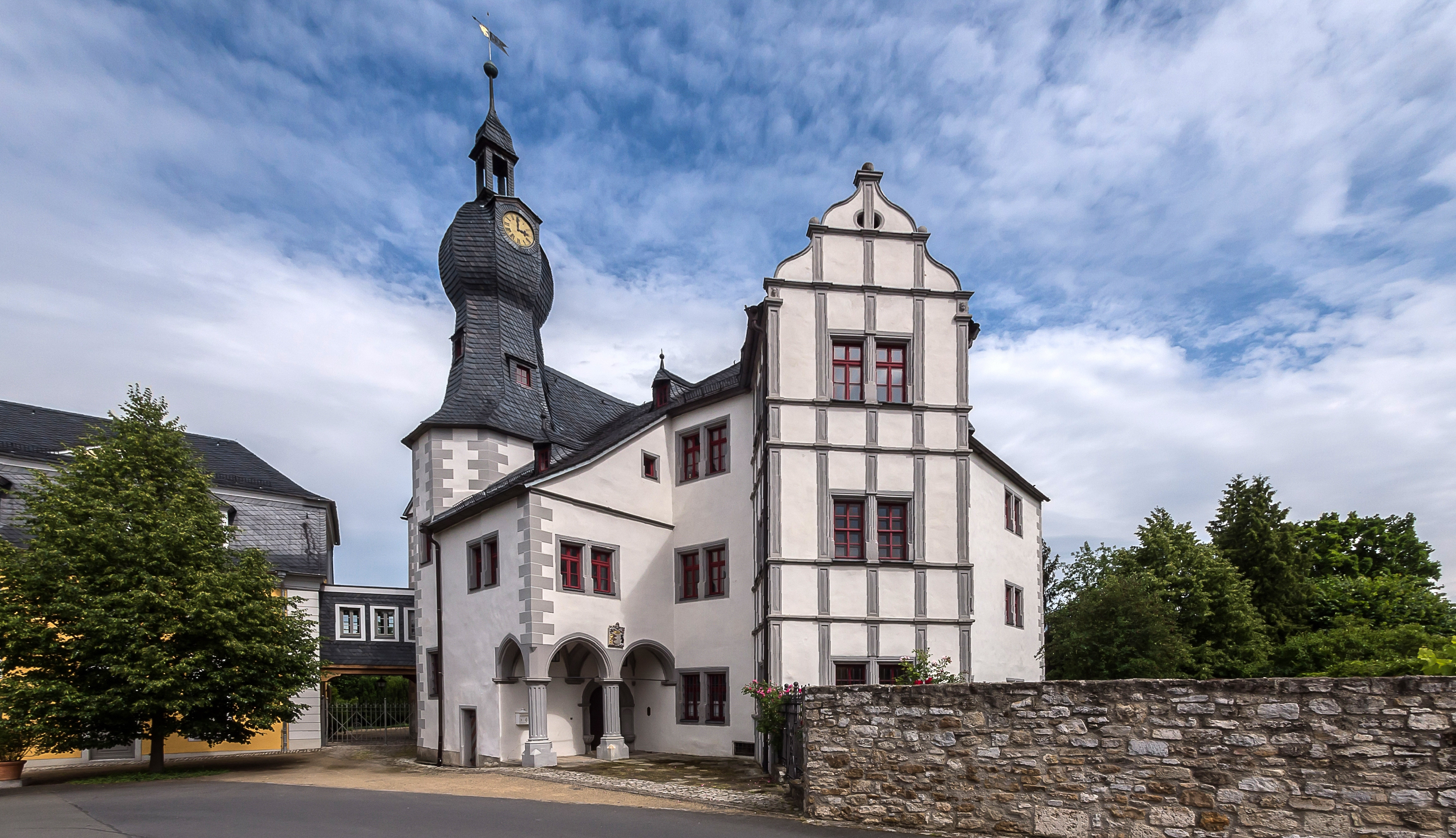
Schloss Nimritz, Thüringen
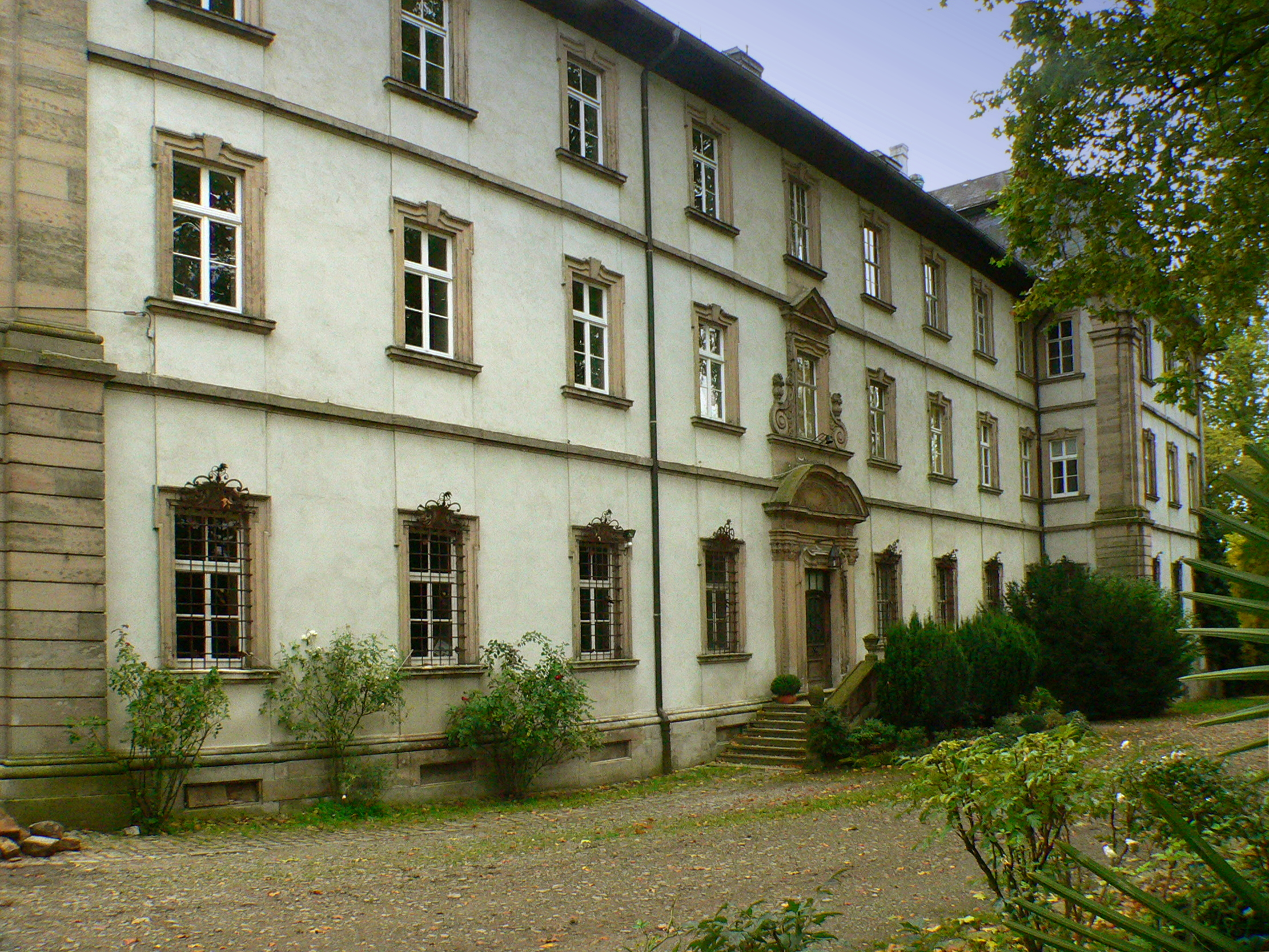
Klostergut Obertheres, Unterfranken

### Badische Linie
Casimir Liebermann (1702–1763) ein Sohn des Adam Liebermann von Beust wanderte im 18. Jahrhundert von Sachsen nach Böhmen aus. Dort wechselte er von der evangelischen zur katholischen Religion und kaufte sich bei Eger ein. Er hatte vier Söhne, der Älteste wurde Hofrat in Asch, der Jüngste ging in sardische Dienste und starb dort als Generalleutnant und Gouverneur in Sardinien. Er ging in württembergische Dienste und wurde nach seinem Militärdienst Oberförster, sein Sohn Karl Ludwig Josef (1737–1792) war badischer Oberstleutnant und er Vater von Franz von Beust. Der im Großherzogtum Baden ansässigen Linie wurde 1856 der Freiherrenstand anerkannt. Aus dieser Linie ging die Linie der Grafen von Rhena des Hauses Baden hervor, denn ihr entstammt Wilhelm Freiherr von Beust (1805–1875), Vater der morganatischen Gemahlin Prinz Karls von Baden (1832–1906), Rosalie Luise Freiin von Beust (1845–1908). Da diese aufgrund mangelnder Zugehörigkeit zum Hochadel als nicht standesgemäß galt, zumal sie über ihre Mutter Emilie von Beust geb. Meier (1820–1878) als Enkelin des badischen Generalstabsarztes Wilhelm Meier (1785–1853) und Urenkelin des badischen Geheimen Hofrates Emanuel Meier (1746–1817) sogar bürgerliche Vorfahren aufzuweisen hatte, war sie aus Anlass ihrer Ehe zur Gräfin von Rhena erhoben worden. Mit dem gemeinsamen Sohn Friedrich Graf von Rhena (1877–1908) erlosch die ins Leben gerufene Linie der Grafen von Rhena allerdings bereits wieder.

## Wappen
Das Stammwappen ist von Rot und Silber in drei Spitzen gespalten. Auf dem Helm steht eine wachsende, rot (auch rot-silber) gekleidete Jungfrau mit einem Blumen- oder Perlenkranz im offenen goldenen Haar, die in jeder ausgestreckten Hand eine auswärts schräggestellte, wie der Schild gezeichnete Fahne hält. Die Helmdecke ist rot-silber.
Das gleiche rot-silberne Spitzenwappen (mit jeweils verschiedener Helmzier) führ(t)en außer den – ebenfalls altmärkischen und daher möglicherweise stammesverwandten – Königsmarck, Möllendorff und Havelberg auch die mit Letzteren verbundenen bayrischen Rohr sowie die – untereinander stammesgleichen – thüringischen Burckersroda, Heßler, Laucha und Luchow.

## Namensträger

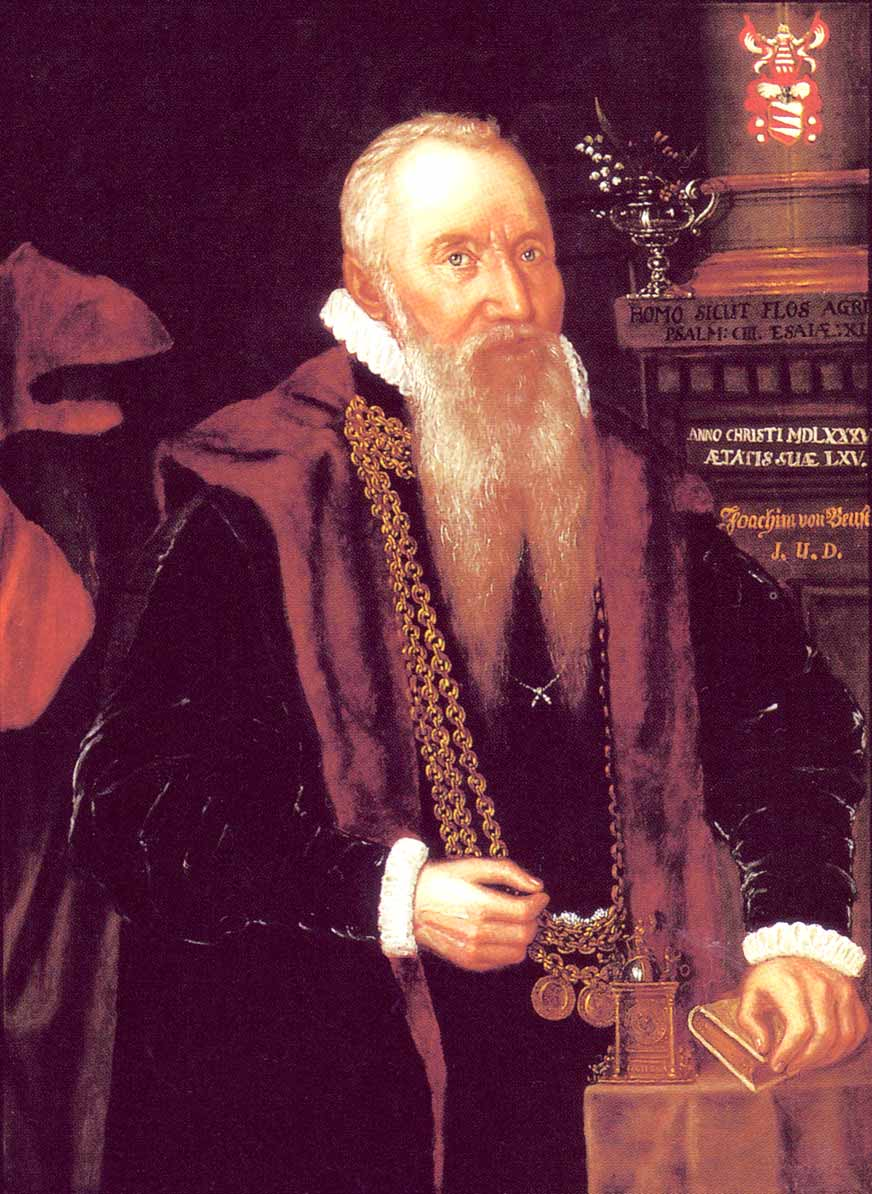
Joachim von Beust auf Planitz (1522–1597), Professor der Rechte in Wittenberg

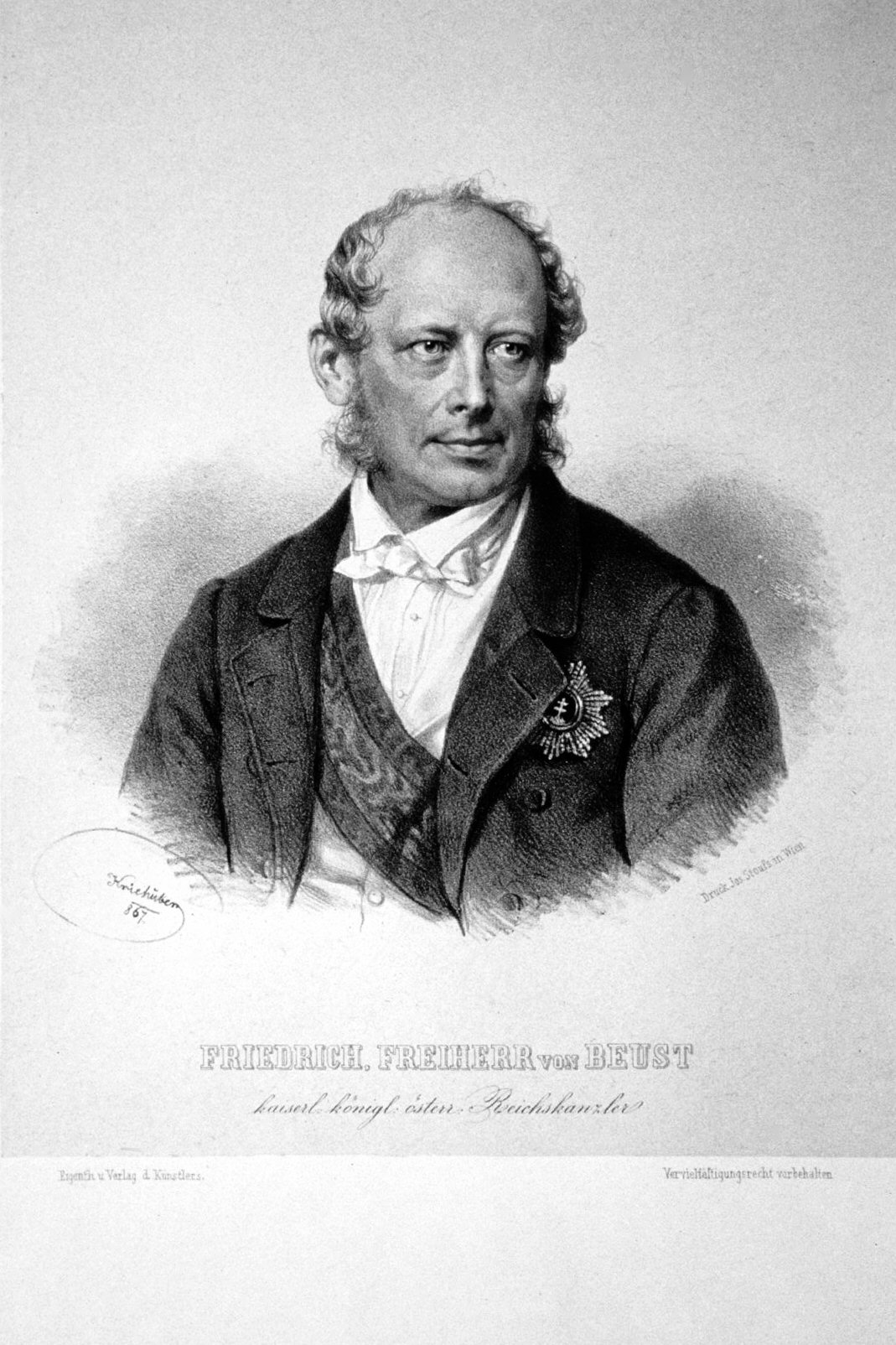
Friedrich Ferdinand Graf von Beust (1809–1886), sächsischer und österreichisch-ungarischer Ministerpräsident und Außenminister

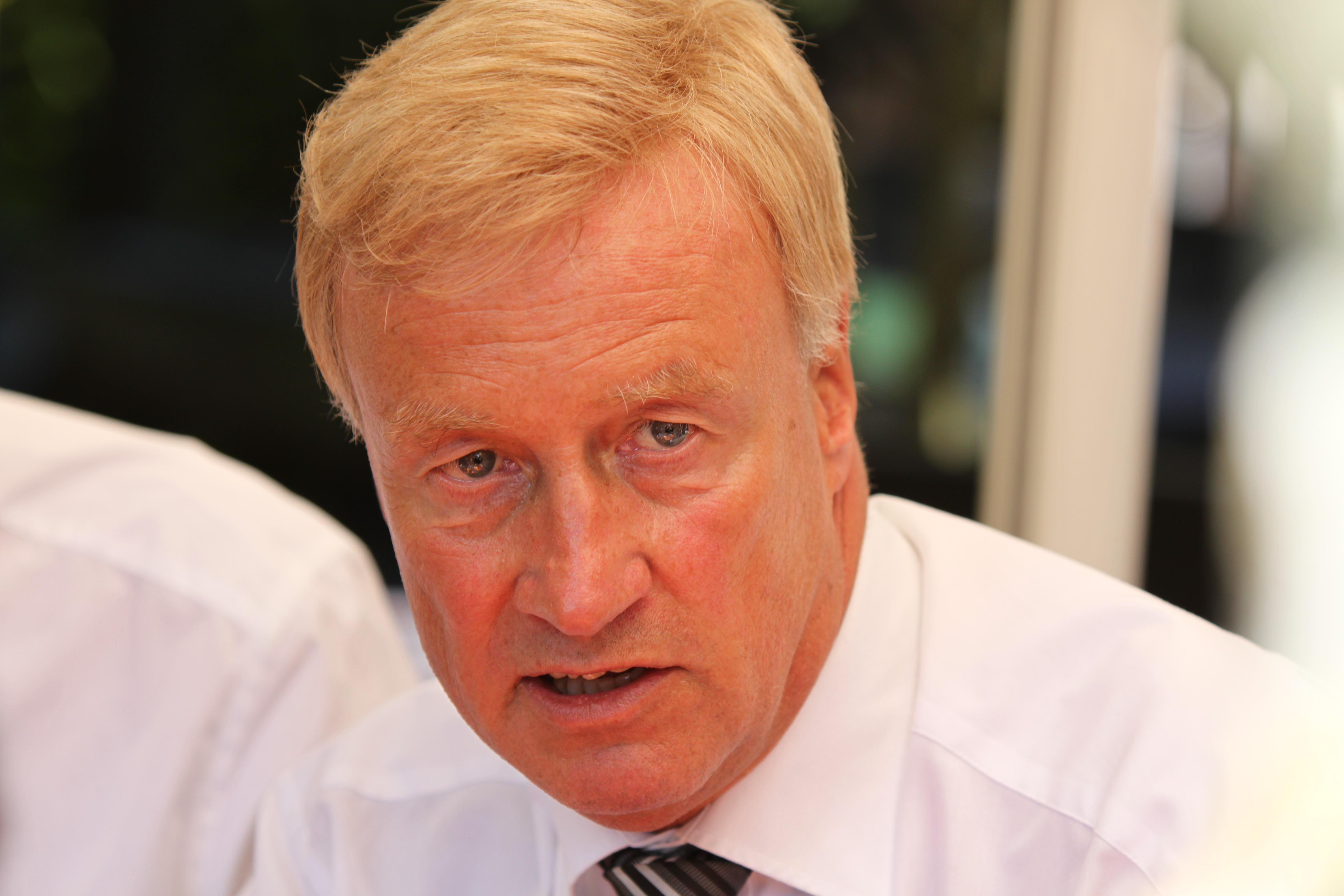
Ole von Beust (* 1955), Bürgermeister von Hamburg

- Achim-Helge Freiherr von Beust (1917–2007), Politiker in Hamburg
- Adam Liebermann von Beust (um 1650–1706/07), Geheimer Rat, Kammerrat und Amtshauptmann
- Bernhard Friedrich von Beust (1651–1715), sächsisch-polnischer Generalleutnant
- Carl von Beust (Richter) (1777–1842), deutscher Richter
- Carl von Beust (Kunsthistoriker) (auch Karl von Beust; 1809–1860), deutscher Rechtsanwalt und Kunsthistoriker
- Carl von Beust (Rittmeister) († 1874), deutscher Militär
- Carl Gustav von Beust (1777–1856), königlich-sächsischer Kammerherr, Rittergutsbesitzer und Landtagsdeputierter
- Carl Leopold von Beust (auch Leopold von Beust; 1740–1827), deutscher Politiker und Verwaltungsbeamter
- Ernst August von Beust (1783–1859), preußischer Oberberghauptmann
- Ernst Ludwig von Beust († 29. Oktober 1815), k.k. Generalmajor
- Christiane Charlotte von Beust (* 24. Dezember 1789, † 9. Januar 1848), geb. von Carlowitz, Mitglied der Rittergutsbesitzer der oberlausitzer Dörfer Spremberg und Friedersdorf, heute Stadt Neusalza-Spremberg, Ruhestätte in der heute nicht mehr vorhandenen Gruft der Adelsfamilien von Haugwitz und von Schlieben auf dem Friedhof der Dorfkirche Spremberg
- Franz Freiherr von Beust (1776–1858), badenscher Kammerherr und Generalmajor
- Friedrich von Beust (1813–1889), Wirklicher Geheimer Rat, Kammerherr und Oberhofmarschall, Generalleutnant und Generaladjutant, Ehrenritter des Johanniterordens
- Friedrich Constantin von Beust (1806–1891), sächsischer Oberberghauptmann
- Friedrich Ferdinand Graf von Beust (1809–1886), sächsischer und österreichisch-ungarischer Diplomat und Staatsmann
- Friedrich Karl Ludwig von Beust (1817–1899), Revolutionär in Baden, Reformpädagoge in Zürich
- Gertrud Elisabeth von Beust (1850–1936)[2]
- Hans Max Philipp von Beust (1820–1889), Bergwerksdirektor
- Heinrich von Beust (1778–1843), königlich-sächsischer Amtshauptmann und Besitzer der Rittergüter Neuensalz und Zobes
- Henning Freiherr von Beust (1892–1965), deutscher Generalrichter
- Hermann von Beust (1815–1884), Rittergutsbesitzer und Abgeordneter
- Joachim von Beust (1522–1597), deutscher Jurist
- Joachim von Beust, Besitzer des Ritterguts Obergöltzsch
- Joachim Ernst von Beust († nach 1753), Staatsmann und Publizist
- Joachim Friedrich von Beust (1697–1771), Freiherr und Kurpfälzischer Generalsalzdirektor
- Johann IV. von Beust, Bischof von Havelberg (1427)
- Johann Philipp von Beust (1706–1776), General und Geheimer Kriegsrat, Oberamtmann in Neustadt am Kulm und Kommandant auf der Plassenburg
- Karl Louis von Beust (1811–1888), sachsen-altenburgischer Staatsminister
- Ole von Beust (* 1955), ehemaliger Erster Bürgermeister der Freien und Hansestadt Hamburg
- Otto von Beust (1799–1864), bayerischer Generalmajor
- Woldemar von Beust (1818–1898), königlich-sächsischer Kreishauptmann